# Pomelo
De pomelo (Citrus  ×grandis) is een boomsoort, die is ontstaan uit een kruising van pompelmoes (Citrus maxima) en grapefruit (Citrus ×paradisi). De pomelo komt oorspronkelijk uit Thailand en Maleisië en heeft zich van daaruit verspreid over China, India en Iran. In de achttiende eeuw werd de plant vanuit Azië naar de Caraïben gebracht door de Britse scheepskapitein Shaddock. De vrucht van de pomelo wordt in het Engels ook wel shaddock genoemd.
De vrucht van de pomelo is een grote ronde of peervormige, 10 tot 30 cm grote citrusvrucht met een gladde, dikke, witgele schil. De smaak is lichtbitter, maar zoeter dan die van de gele grapefruit. De pomelovrucht wordt in Nederland voornamelijk aangevoerd uit China en Vietnam.

## Voedingswaarde
Pomelo bevat per 100 gram:
| Energetische waarde | 159 kJ (38 kcal) |
| ------------------- | ---------------- |
| Koolhydraten        | 9,62 gram        |
| Eiwit               | 0,76 gram        |
| Vet                 | 0,04 gram        |
| Cholesterol         | 0 mg             |
| Voedingsvezels      | 1 g              |
| Natrium             | 1 mg             |
| Kalium              | 216 mg           |

## Beschrijving
De pomelo is een brede, stekelige boom, die 5 tot 15 m hoog kan worden. De jonge takken zijn behaard. 
De grote, ovale tot elliptische bladeren hebben een gevleugelde bladsteel. 
De bloemen zijn crèmekleurig en 3 tot 7 cm groot.

## Bewaren
Pomelo's zijn gevoelig voor bederf door lage temperatuur en kunnen uitdrogen. Wanneer de schil dof begint te worden, is de pomelo rijp.
... · 
C. aurantifolia (limoen) · 
C. aurantium (zure sinaasappel) · 
Citrus aurantium subsp. currassuviencis (laraha) · 
C. bergamia (bergamot) · 
C. ×clementina (clementine) · 
C. hystrix (papeda) · 
C. japonica (Chinese kumquat) · 
C. ×junos (yuzu) · 
C. kinokuni (cherry orange) · 
C. limon (citroen) · 
C. maxima (pompelmoes) · 
C. maxima × paradisi (pomelo) · 
C. medica (sukadeboom) · 
C. ×microcarpa (calamondin) · 
C. ×natsudaidai (amanatsu) · 
C. ×paradisi (grapefruit) · 
C. reshni · 
C. reticulata (mandarijn) · 
C. reticulata × paradisi (ugli) · 
C. reticulata 'Satsuma' (satsuma) · 
C. sinensis (sinaasappel) · 
C. sinensis 'Cara cara' (cara cara) · 
C. ×tangelo (tangelo) · 
...